# Roots (album des Everly Brothers)
 (janvier 2022).
Si vous disposez d'ouvrages ou d'articles de référence ou si vous connaissez des sites web de qualité traitant du thème abordé ici, merci de compléter l'article en donnant les références utiles à sa vérifiabilité et en les liant à la section « Notes et références ».
Pour les articles homonymes, voir Roots.
Roots est un album studio du duo country rock américain The Everly Brothers, sorti en 1968. Initialement sur le label Warner Bros., l'album a été réédité sur CD en 1995 par Warner Bros. et en 2005 par Collectors' Choice Music. L'album est un exemple classique du country rock des débuts.